# Sasha Dubianski
Aleksandr Markovich «Sasha» Dubianski (San Petersburgo, Imperio ruso, 1 de enerojul./ 13 de enero de 1900greg.-Kiev, RSS de Ucrania, 1 de abril de 1920) fue un pianista y compositor ruso.

## Biografía
Aleksandr Markovich Dubianski (en ruso: Александр Маркович Дубянский) nació en el seno de una familia judía en San Petersburgo (Imperio ruso) el 1 de enero de 1900. A los cuatro años su abuelo materno le empezó a dar clases de piano y armónica. Cuando tenía siete años se lo mostraron a Aleksandr Glazunov, director del Conservatorio de San Petersburgo, quien lo inscribió de inmediato en un curso para jóvenes. Su primera actuación en el conservatorio recibió buenas críticas de la prensa: «un bebé de siete años, Sasha Dubianski, hijo de un escritor, brillaba no solo por una técnica sobresaliente para su edad, sino, lo que es más importante, por su difusión artística». Debido a su temprano éxito, la dirección del conservatorio convenció a sus padres para inscribirlo en el curso de piano de la renombrada maestra Anna Yésipova, quien en aquel momento estaba impartiendo clases a Serguéi Prokófiev. Entonces comenzó a dar conciertos públicos de caridad en solitario y con orquesta en el auditorio filarmónico, recibiendo respuestas entusiastas de la prensa que incluso publicaban su foto impresa en periódicos y postales. Su nombre artístico, Sasha Dubianski, se hizo tan popular como el de su compañero de estudios Jascha Heifetz.
Dubianski también se interesó en la composición y en la escritura, aunque solo se conserva una de sus partituras, escrita a la edad de nueve años: el vals «Воздушный полет» [Vuelo aéreo].
El 25 de marzo de 1913, en el Pequeño Salón del Conservatorio, tuvo lugar el primer concierto en solitario de un pianista de trece años, que además fue un gran éxito. Dubianski decidió entonces abandonar la clase de Yésipova porque prefería tocar obras de compositores rusos contemporáneos como Médtner, Skriabin, Prokófiev o Glazunov, mientras que su maestra le enseñaba los clásicos de los siglos XVIII y XIX. Sus padres lo desanimaron fuertemente pero se mantuvo firme. Yésipova se sintió indignada porque nadie antes abandonó voluntariamente su clase, por lo que exigió su inmediata expulsión del conservatorio, a lo que Glazunov aceptó aunque valoraba mucho a Dubianski.
Una vez fuera del conservatorio, con trece años, decidió continuar su educación por su cuenta, centrando sus estudios en la poesía y en el análisis de la música de Skriabin. En 1914, después de la muerte de Yésipova, Dubianski fue readmitido en el conservatorio como estudiante de Felix Blumenfeld.
En mayo de 1915, Dubianski se graduó en el Conservatorio de San Petersburgo con la actuación del Concierto de Schumann, acompañado por una orquesta sinfónica bajo la dirección de Blumenfeld. Sin embargo, a pesar del éxito artístico, el pianista no recibió ningún premio.
Luego de su graduación comenzó una temporada de conciertos donde tocaba obras de Glazunov y Skriabin, aumentando su escala de actividad constantemente. Además se adentró en la pedagogía dando clases abiertas y conciertos en la Primera Escuela de Música Folk.
En esa época escribió un pequeño artículo crítico llamado «Notas sobre una mujer» sobre la vida musical de Petrogrado, las características de los pianistas más destacados, y reflexiones sobre la naturaleza del «pianismo femenino», donde Dubianski denominó a la recientemente difunta Yésipova como su mejor representante.
El invierno de 1918-1919 fue particularmente difícil, y su madre, Berta Davidovna, decidió dejarle que fuera a Kiev. En su viaje encontró un desamor con una chica llamada Polina que lo dejó marcado para el resto de su vida. Los conciertos de Dubianski en Kiev fueron éxitos triunfantes. También organizaba constantemente conciertos para niños y se mantenía ocupado y rodeado de amistades, no solo de músicos como Aleksandr Glazunov —que se trasladó a Kiev para dirigir el conservatorio—, Heinrich Neuhaus —con quien compartió el escenario en un dúo—, o Karol Szymanowski —quien le dedicó su obra Masques (Op. 34)—, sino también de escritores como Andréi Bely, Konstantín Balmont, Mikhail Gershenzon, Ósip Mandelshtam, Vsévolod Ivánov, etc.
Pero a principios del otoño de 1919, el Ejército de Voluntarios de Denikin se acercó a Kiev. Desafortunadamente Dubianski no tuvo tiempo de abandonar la ciudad cuando el ejército entró en Kiev, y fue arrestado por contrainteligencia por cargos de simpatía con el poder soviético, aunque más tarde logró huir gracias a una incursión bolchevique en la ciudad.
Dubianski se suicidó con un disparo en Kiev el 1 de abril de 1920.
El 29 de abril de 1920, el periódico de Petrogrado «La vida del arte» publicó un editorial dedicado a la memoria de Alexandr Dubianski.